# (48837) 1998 AR6
1998 أي أر 6 (ويعرف أيضًا باسم (48837) 1998 أي أر 6 وفق تسمية الكوكب الصغير) (بالإنجليزية: 1998 AR6)‏ هو كويكب ضمن حزام الكويكبات؛ وترتيبه 48837 من حيث الاكتشاف.
اكتُشف هذا الجُرم الفلكي بواسطة برنامج شميدت للكويكبات في بكين في 4 يناير 1998.

## وصلات خارجية
- (48837) 1998 AR6 في قاعدة بيانات مختبر الدفع النفاث لأجرام النظام الشمسي الصغيرة

- الاكتشاف · مخطط المدار ·  العناصر المدارية · المعلمات المادية

- (48837) 1998 AR6 على موقع ويكي سكاي: DSS2, SDSS, GALEX, IRAS, Hydrogen α, X-Ray, Astrophoto, Sky Map, Articles and images